# Czołpino (maják)
Maják Czołpino (polsky: Latarnia Morska Czołpino, anglicky: Czołpino Lighthouse) stojí v Polsku na pobřeží Baltského moře severně od osady Czołpino v okrese Słupsk, Pomořanské vojvodství.
Nachází se mezi majáky Ustka a Stilo na písečné duně ve Slovinském národním parku asi jeden kilometr od moře. Maják je kulturní památkou zapsanou v seznamu kulturních památek Pomořanského vojvodství pod číslem A-321 z 30. prosince 1993.

## Historie
Věž byla postavená v roce 1872–1875. Prvním zdrojem světla byla olejová lampa, v meziválečném období nahrazená elektrickým světlem. Po druhé světové válce by maják ve vojenské zóně. V letech 1993 až 1994 byl opraven a následně během letní sezony zpřístupněn veřejnosti. Maják je ve správě Námořního úřadu ve Słupsku.

## Popis
Patrová stavba z režného zdiva (červená cihla) na kamenné kruhové základně o průměru 6 m. Věž je ukončena ochozem a lucernou s Fresnelovou čočkou. Čočka byla pořízená ve Francii v roce 1926 a skládá se z 43 broušených optických prstenových hranolů.

## Data
- Výška světla 75 m n. m.
- výška majáku 25,20 m
- bílé záblesky v intervalu 8 sekund  záblesky: 3+2+1+2=8
- sektor viditelnosti: 048°–261° (213°)

označení:
- Admiralty C2940
- NGA 6616
- ARLHS POL-002

K majáku vede  modrá turistická cesta z parkoviště aut vzdáleného cca 1400 m.

## Galerie

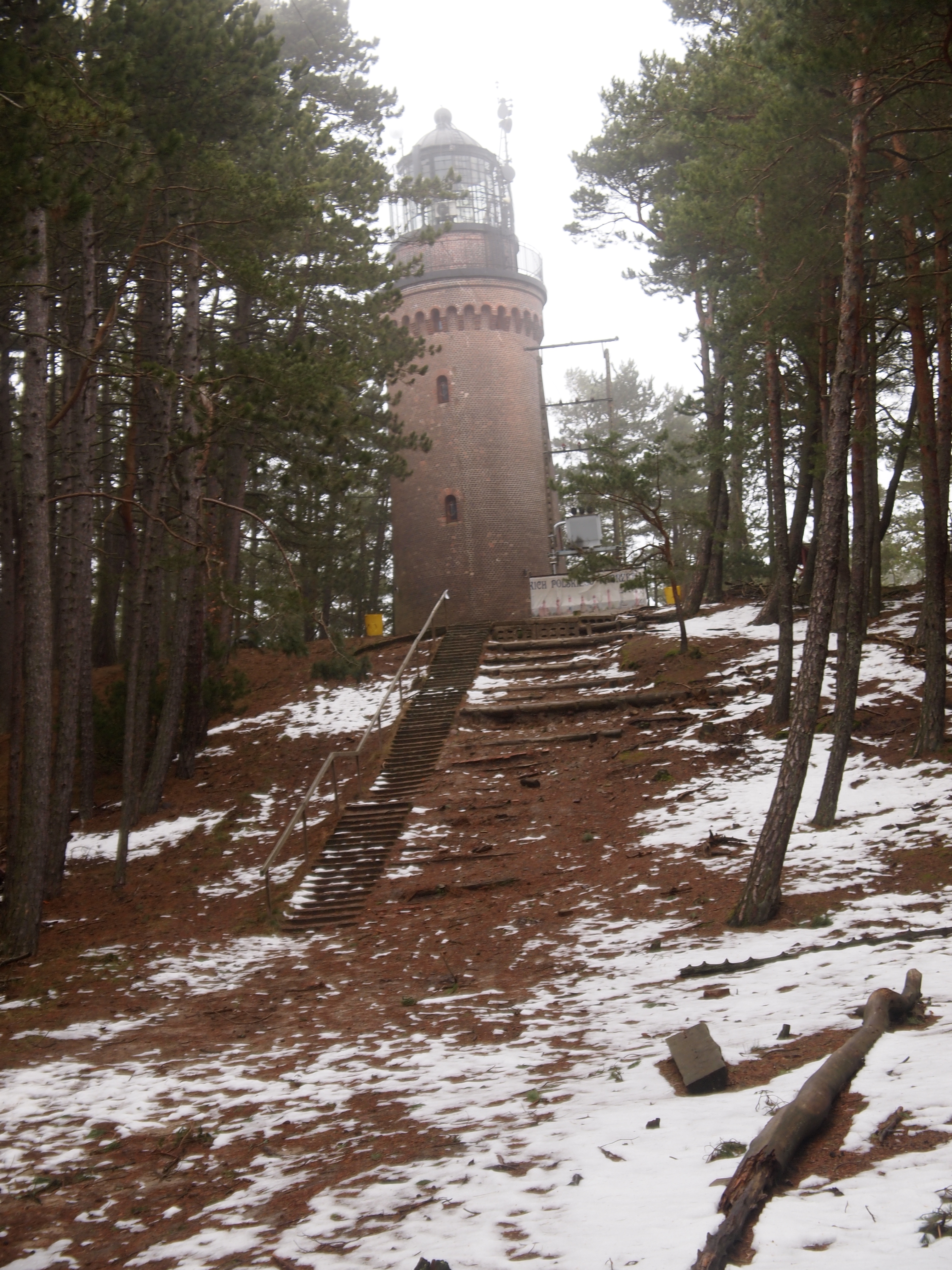
Maják na vrcholu písečné duny
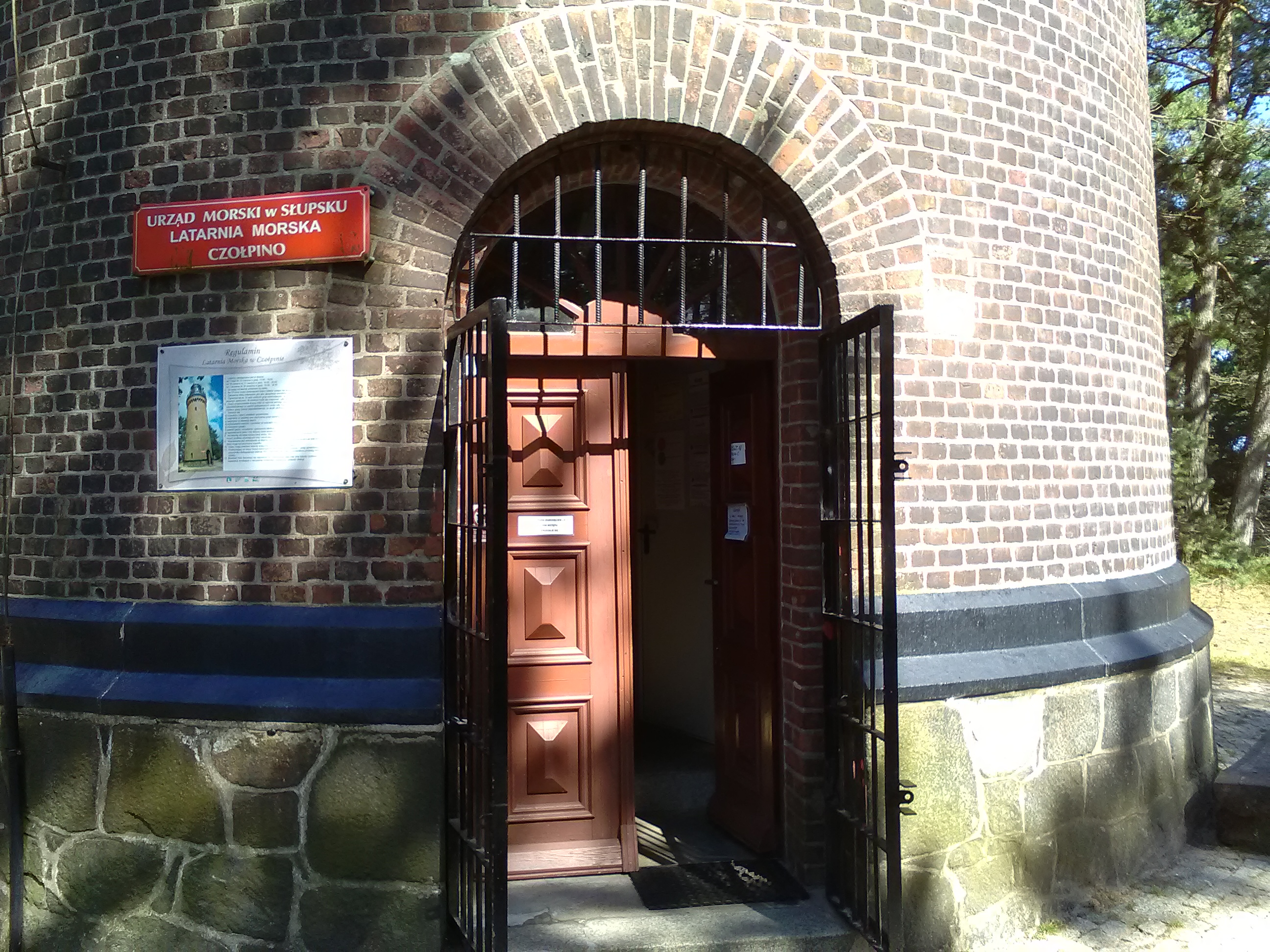
Vchod
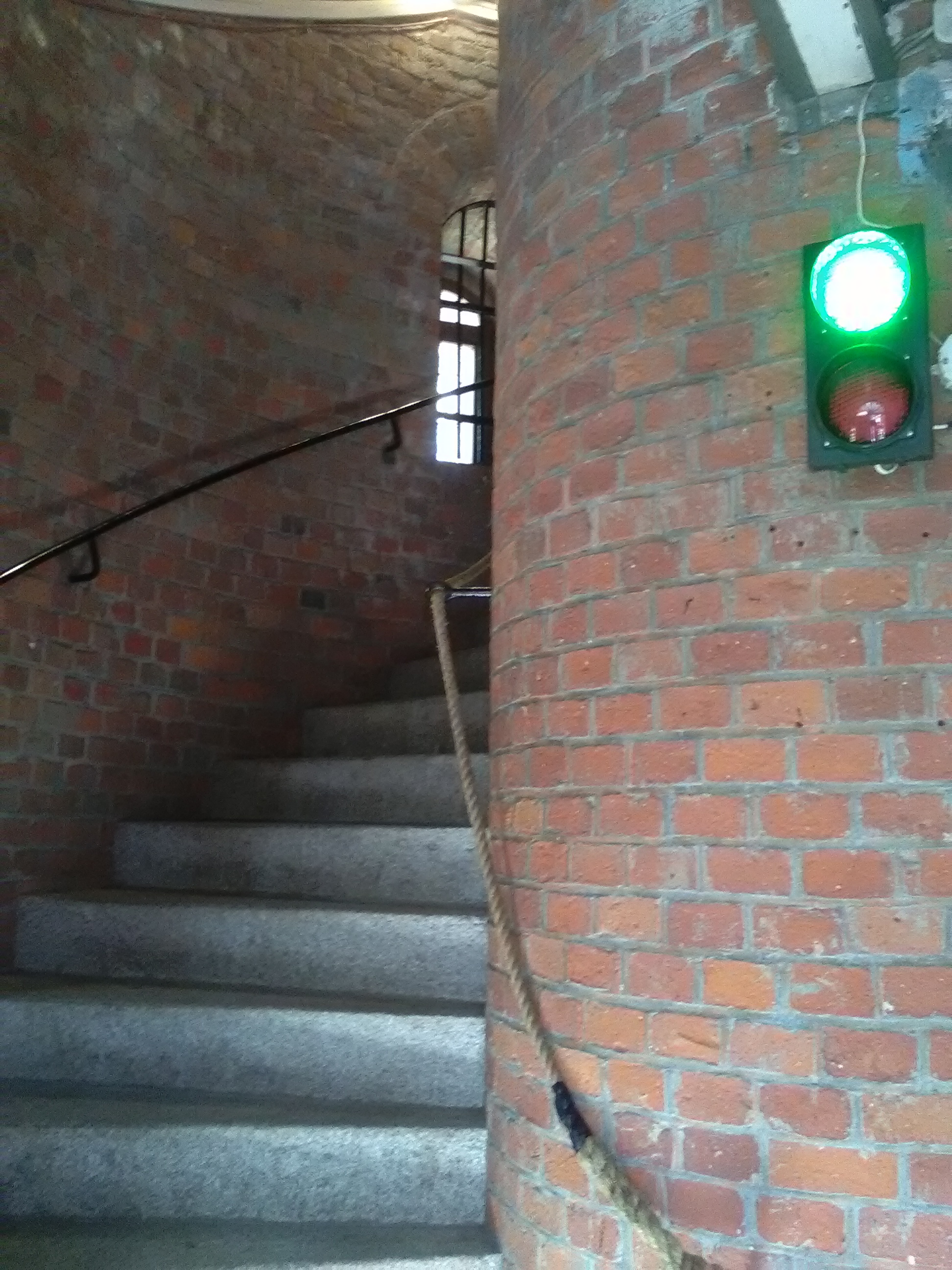
Schody
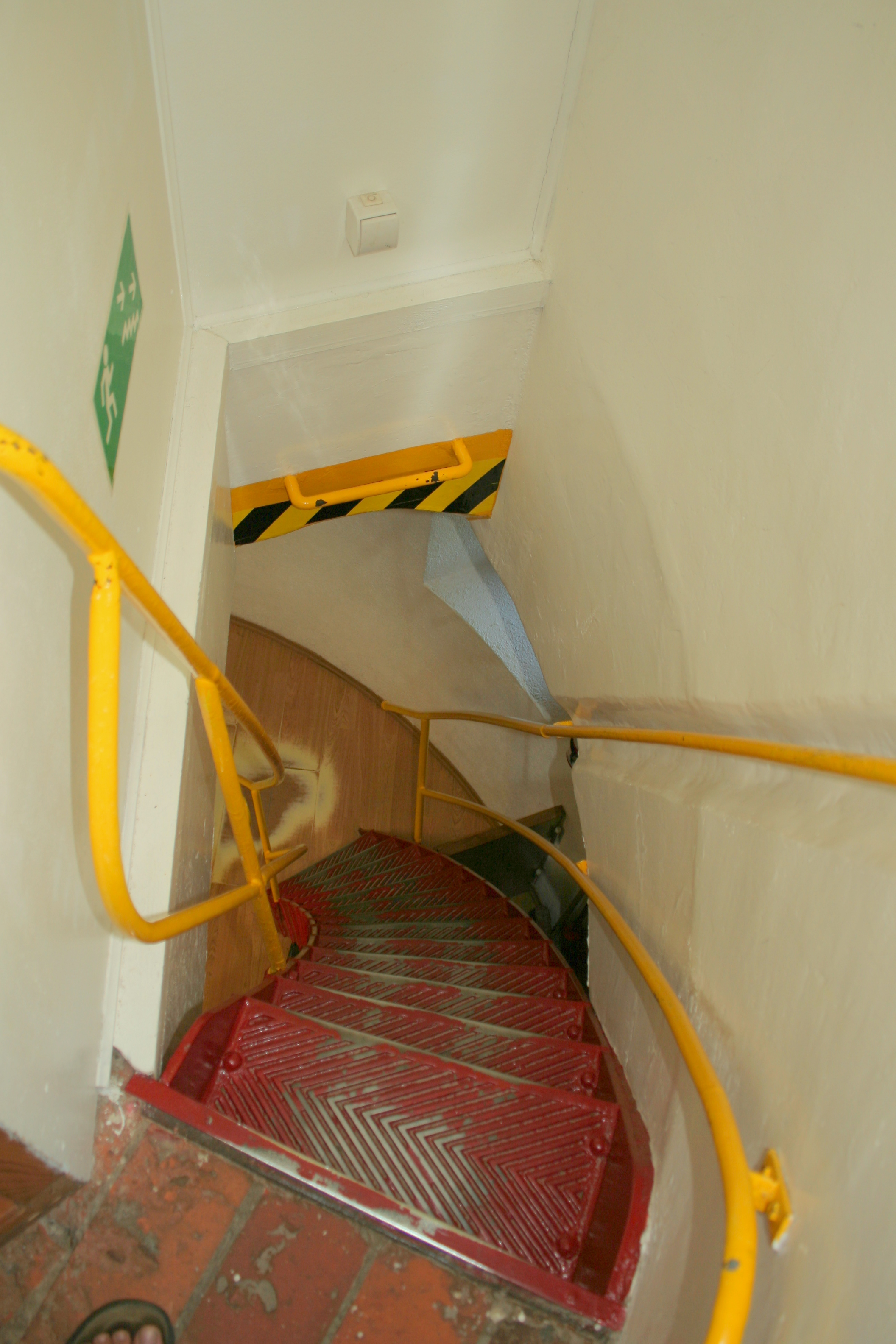
Kovové schody
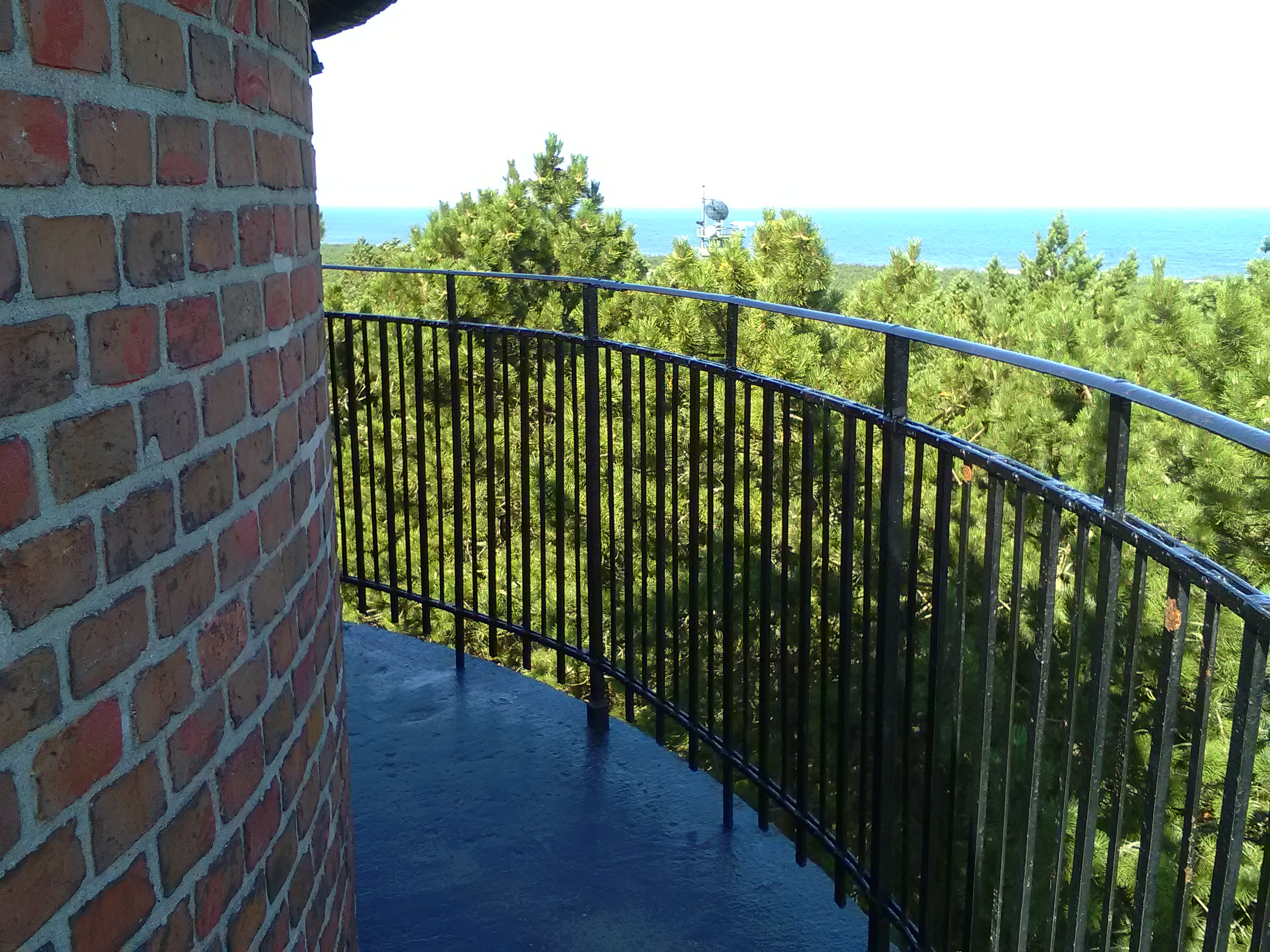
Ochoz
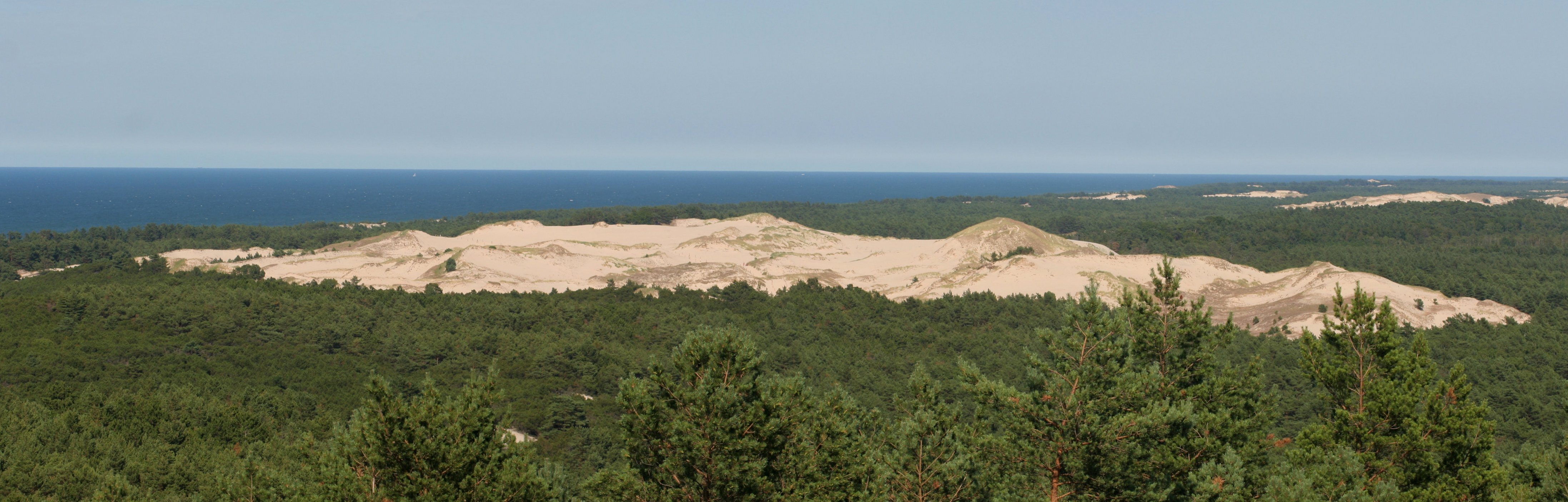
Pohled z majáku na pohyblivé duny